# István Borzsák
István Borzsák (auch Stefan Borzsák, * 24. Dezember 1914 in Monor; † 9. Dezember 2007 in Budapest) war ein ungarischer klassischer Philologe.

## Leben
Nach dem Besuch des Gymnasiums der Reformierten Kirche in Budapest studierte Borzsák an der dortigen Universität Budapest Klassische Philologie. Seine Promotion erfolgte 1936. Von 1953 bis 1956 war er Professor für Klassische Philologie an der Universität Budapest. Nach dem Volksaufstand in Ungarn 1956 wurde er seines Amtes enthoben. Im April 1957 beteiligte er sich mit dem provinzialrömischen Archäologen und Althistoriker András Mócsy an der Gründung des Eirene-Komitees zur Förderung der Klassischen Studien in den sozialistischen Ländern in Liblice und Prag. 1963 wurde er rehabilitiert und als Professor an die Universität Debrecen berufen. 1978 kehrte er als Professor an die Universität Budapest zurück, wo er außerdem zum Vorstand des Seminars für Lateinische Philologie gewählt wurde. 1985 wurde er emeritiert.
Borzsák war einer der führenden Altphilologen Ungarns. Er beschäftigte sich besonders mit den antiken Autoren Horaz und Tacitus, aber auch mit lateinischer Literatur aus Ungarn. Er war Mitglied der Ungarischen Akademie der Wissenschaften, der Akademie der Wissenschaften zu Göttingen und der Academia Latina in Rom. Für sein Lebenswerk wurde er 1994 mit dem Herder-Preis der Stadt Wien ausgezeichnet.